# فرودگاه کاناس
فرودگاه کاناس (به انگلیسی: Kaunas Airport) (به زبان بومی: Kauno Oro uostas) یک فرودگاه همگانی مسافربری با کد یاتا KUN است که یک باند فرود آسفالت دارد و طول باند آن ۳۲۵۰ متر است. این فرودگاه در شهر کاوناس و در کشور لیتوانی قرار دارد و در ارتفاع ۷۸ متری از سطح دریا واقع شده‌است.

## شرکت‌های هواپیمایی و مقصدهای پروازی

### مسافری
| شرکت‌های هواپیمایی                       | مقصدهای پروازی |
| --------------------------------------- | --- |
| ایربالتیک                               | ریگا (پایان در ۱۸ اوت ۲۰۱۷) |
| فن‌ایر اجرا توسط نوردیک رجیونال ایرلاینز | فصلی: هلسینکی |
| لوت پولیش ایرلاینز                      | شوپن ورشو |
| نروجین ایر شاتل                         | گاردرموئن اسلو، استکهلم-آرلاندا |
| رایان‌ایر                                | آلیکانته-الچه، بریستول، کپنهاگ، دوبلین، لوتن لندن، استانستد لندن، ناپل، شنن فصلی: ادینبرو، عوودا، پالما د مایورکا، رود، تراپانی-بیرجی، پافوس |
| ویز ایر                                 | ویگرا آلسوند، فلسلند برگن، آیندهوون، لوتن لندن، سولا استاوانگر                                                                               |

### باری
| شرکت‌های هواپیمایی | مقصدهای پروازی  |
| ----------------- | --------------- |
| SprintAir         | شوپن ورشو، ریگا |
| Transaviabaltika  | مینسک           |